# PyGTK
PyGTK는 GTK 그래픽 사용자 인터페이스 라이브러리를 위한 파이썬 래퍼 세트이다. PyGTK는 자유 소프트웨어이며 LGPL에 따라 라이선스가 부여된다. 이는 각각 Qt 및 wxWidgets용 파이썬 래퍼인 PyQt/PySide 및 wxPython과 유사하다. 원저자는 그놈 개발자 제임스 헨스트리지(James Henstridge)이다. 핵심 개발팀에는 6명이 있으며, 패치와 버그 보고서를 제출한 다양한 사람들이 있다. PyGTK는 One Laptop Per Child 시스템에서 실행되는 애플리케이션을 위한 환경으로 선택되었다.
PyGTK는 GTK 버전 3으로의 전환과 함께 단계적으로 폐지되고 GObject Introspection을 사용하여 파이썬 및 기타 언어에 대한 바인딩을 즉시 생성하는 PyGObject로 대체된다. 이는 GTK 업데이트와 해당 언어 바인딩 업데이트 사이의 지연을 없애고 개발자의 유지 관리 부담을 줄일 것으로 예상된다.

## 문법
```
import
 
gtk

def
 
create_window
():

    
window
 
=
 
gtk
.
Window
()

    
window
.
set_default_size
(
200
,
 
200
)

    
window
.
connect
(
"destroy"
,
 
gtk
.
main_quit
)

    
label
 
=
 
gtk
.
Label
(
"Hello World"
)

    
window
.
add
(
label
)

    
label
.
show
()

    
window
.
show
()

create_window
()

gtk
.
main
()

```

## PyGObject
PyGObject는 GObject 라이브러리에 접근할 때 파이썬 프로그램에서 사용할 래퍼를 제공한다. GObject는 GTK, GLib, GIO, GStreamer 및 기타 라이브러리에서 사용되는 객체 시스템이다.
GObject 라이브러리 자체와 마찬가지로 PyGObject는 GNU LGPL에 따라 라이센스가 부여되므로 자유 소프트웨어와 독점 응용 프로그램 모두에 사용하기에 적합하다. 소규모 단일 목적 스크립트부터 모든 기능을 갖춘 대규모 애플리케이션에 이르기까지 다양한 애플리케이션에서 이미 사용되고 있다.
PyGObject는 GObject Introspection을 사용하는 모든 GObject 라이브러리에 동적으로 액세스할 수 있다. 전체 GNOME 3.0 애플리케이션을 구축하기 위해 PyGTK, GIO 및 python-gnome과 같은 별도의 모듈이 필요하지 않다. 새로운 기능이 GObject 라이브러리에 추가되면 중간 파이썬 글루가 없이도 파이썬 API로 즉시 사용할 수 있다.

## 같이 보기
- PyQt
- PySide
- WxPython